# Bis ans Ende der Nacht
Bis ans Ende der Nacht è un film  del 2023 diretto e cosceneggiato da Christoph Hochhäusler.

## Trama
All'agente sotto copertura Robert viene affidato il compito di infiltrarsi nell'organizzazione della droga come partner della donna trans Leni, con l'obiettivo di guadagnarsi la fiducia di un grosso spacciatore. Per Robert, che è gay, la storia d'amore diventa un compito spiacevole poiché è ugualmente attratto e respinto da Leni.

## Promozione
Il film è stato presentato in anteprima mondiale il 24 febbraio 2023 in occasione del 73º Festival internazionale del cinema di Berlino.

## Accoglienza
Su Rotten Tomatoes, il film ha un indice di gradimento del 20% basato su 5 recensioni, con una valutazione media di 2/10.

## Riconoscimenti
- 2023 – Festival internazionale del cinema di Berlino
  - Orso d'argento per la miglior interpretazione da non protagonista per Thea Ehre
  - In concorso per l'Orso d'oro
  - In concorso per il Teddy Award